# Enterprise (Kansas)
Enterprise es una ciudad ubicada en el de condado de Dickinson en el estado estadounidense de Kansas. En el año 2010 tenía una población de 855 habitantes y una densidad poblacional de 1.221,43 personas por km².

## Geografía
Enterprise se encuentra ubicada en las coordenadas 38°54′9″N 97°7′5″O / 38.90250, -97.11806 (38.902485, -97.118172).

## Demografía
Según la Oficina del Censo en 2000 los ingresos medios por hogar en la localidad eran de $36,613 y los ingresos medios por familia eran $39,479. Los hombres tenían unos ingresos medios de $28,214 frente a los $20,357 para las mujeres. La renta per cápita para la localidad era de $15,619. Alrededor del 8.5% de la población estaban por debajo del umbral de pobreza.